# Canzoni d'amore e di mala
Canzoni d'amore e di mala è il diciottesimo album del cantante siciliano Gianni Celeste, cantato in lingua napoletana, pubblicato nel 1995.

## Tracce
1. Giovanni 'o pazzo
2. Nun voglio 'a libertà
3. Nun si da mia
4. 'O diario
5. 'Na parola 'e gelusia
6. 'O mpicciuso d'à sanità
7. 'A bomba
8. Emozione
9. Doppo 'e me
10. Vola cardillo